# Adrián Ramos
Gustavo Adrián Ramos Vázquez (Santander de Quilichao, 1986. január 22. ) közismert nevén Adrián Ramos, a kínai Csungking Lifan és a kolumbiai labdarúgó-válogatott csatára, kölcsönben a Granada CF-nél játszik.

## Klubjai
Egy kiábrándítóan rossz szezont töltött el kölcsönben a Club Santa Fe-nél, mielőtt visszatért volna nevelőegyesületéhez az América de Cali-hoz. Csapatával bejutott a Mustang-kupa döntőjébe. Ennél a pontnál úgy gondolta, hogy készen áll a válogatottságra. 2009 nyarán aláírt a jelenleg a Bundesliga-ban szereplő Hertha BSC-hez.

### A válogatottban
Tagja volt az U17-es kolumbiai válogatottnak a 2003-as világbajnokságon, ahol három gólt szerzett. Felhívva magára ezzel a világ figyelmét. Ezek a gólok juttatták Kolumbiát a 4. helyre a tornán.  Kezdő volt az U20-as kolumbiai válogatottban Ecuador ellen, egy barátságos meccsen New Jersey-ben.